# 크반치 타틀르투
크반치 타틀르투(튀르키예어: Kıvanç Tatlıtuğ, 1983년 10월 27일 ~ )는 튀르키예의 배우이자 모델이다.